# 莱德拉街

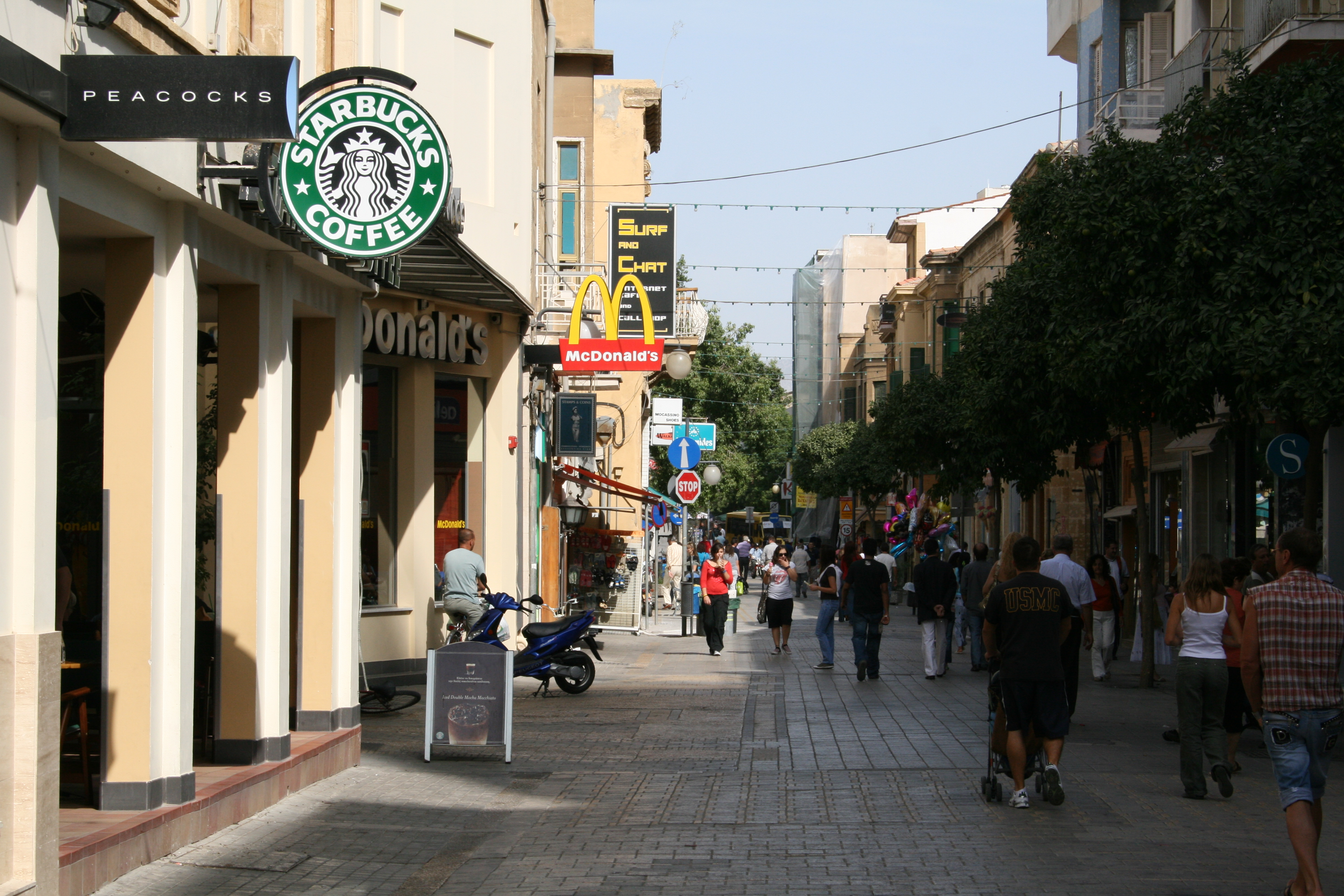
莱德拉街

莱德拉街（羅馬化：Odos Lidras，羅馬化：Lidra p'oġoc'）是塞浦路斯尼科西亚市中心的一条主要商业街，连接南北尼科西亚两部分。
这条街穿过联合国缓冲区之处曾是莱德拉街街垒的所在。街垒标志希腊南部和土耳其北部的分治。2008年4月街垒撤除，莱德拉街成为塞浦路斯南部和北部地区之间的第六条通道。
莱德拉街得名于古代的莱德拉城邦（公元前1050年成立），位于塞浦路斯岛中央。